# 熊手 (北九州市)
熊手（くまで）は福岡県北九州市八幡西区の地名。熊手一丁目から三丁目の町がある。住居表示実施済み。郵便番号は806-0028。

## 地理
八幡西区の北部東側に位置し、北に黒崎、東に藤田、南に西神原町，岡田町，岸の浦、西に菅原町と接する。

### 河川
- 二級河川 撥川

## 地域の特徴
ほぼ平坦な地形の商業地域。南縁に沿って東西に山手通りが走り、西部を南側から撥川が北流する。黒崎商店街の一角をなし、三番街，栄町通り，カムズ一番街，くまで通り，寿通り，千日名店街，麻生市場，熊手市場といったアーケード商店街・市場がある。山手通り沿いには八幡熊手郵便局がある。

## 歴史
江戸時代には長崎街道の筑前六宿の一つ、黒崎宿が置かれており、二丁目に西搆口跡の案内板が設置されている。
昭和初期より通称地名として熊手町と呼ばれており、黒崎宿以来の上市を一丁目、下市を二丁目と通称していた。その後区画整理によって通称の熊手町一 - 四丁目が置かれていた。黒崎商店街の一角として発展し、過去にはダイエー黒崎店（のち、トポス黒崎店に業態変更）が熊手二丁目にあった。

### 地名の由来
大字熊手より。

### 沿革
- 1960年（昭和35年） - 大字熊手の一部より熊手町新設[4]。
- 1963年（昭和38年）2月1日 - 八幡市、戸畑市、小倉市、若松市、門司市の5市が合併し、北九州市が発足。八幡市熊手町は北九州市八幡区熊手町となる。
- 1963年（昭和38年）4月1日 - 北九州市が政令指定都市に指定され、八幡区、戸畑区、小倉区、若松区、門司区の5区を設置。北九州市八幡区熊手町は北九州市八幡区熊手町となる。
- 1969年（昭和44年）6月1日 - 熊手一丁目 - 三丁目新設[5]。
- 1974年（昭和49年）4月1日 - 八幡区が八幡西区と八幡東区に分かれ、八幡区熊手一丁目 - 三丁目は八幡西区熊手一丁目 - 三丁目となる[6]。

### 町名の変遷
| 実施内容          | 実施年月日               | 実施後     | 実施前                           |
| ----------------- | ------------------------ | ---------- | -------------------------------- |
| 町名新設 住居表示 | 1969年（昭和44年）6月1日 | 熊手一丁目 | 神原町，大字熊手の各一部         |
| 町名新設 住居表示 | 1969年（昭和44年）6月1日 | 熊手二丁目 | 熊手町，大字熊手，黒崎町の各一部 |
| 町名新設 住居表示 | 1969年（昭和44年）6月1日 | 熊手三丁目 | 熊手町，黒崎町の各一部           |

## 世帯数と人口
2025年（令和7年）3月31日現在（北九州市発表）の世帯数と人口は以下の通りである。
| 町         | 世帯数  | 人口  |
| ---------- | ------- | ----- |
| 熊手一丁目 | 299世帯 | 406人 |
| 熊手二丁目 | 79世帯  | 112人 |
| 熊手三丁目 | 237世帯 | 359人 |
| 計         | 615世帯 | 877人 |

### 人口の変遷
国勢調査による人口の推移。
| 1995年（平成7年）  | 638人 | [ 8 ]  |  |
| 2000年（平成12年） | 572人 | [ 9 ]  |  |
| 2005年（平成17年） | 604人 | [ 10 ] |  |
| 2010年（平成22年） | 509人 | [ 11 ] |  |
| 2015年（平成27年） | 857人 | [ 12 ] |  |
| 2020年（令和2年）  | 833人 | [ 13 ] |  |

### 世帯数の変遷
国勢調査による世帯数の推移。
| 1995年（平成7年）  | 318世帯 | [ 8 ]  |  |
| 2000年（平成12年） | 316世帯 | [ 9 ]  |  |
| 2005年（平成17年） | 306世帯 | [ 10 ] |  |
| 2010年（平成22年） | 288世帯 | [ 11 ] |  |
| 2015年（平成27年） | 530世帯 | [ 12 ] |  |
| 2020年（令和2年）  | 544世帯 | [ 13 ] |  |

## 治安
熊手1丁目、2丁目及び3丁目（1番から3番までに限る）は、福岡県暴力団排除条例に基づき、暴力団排除特別強化地域に指定されており、暴力団と飲食店等との間でみかじめ料のやりとり、便宜供与などが禁止されている（双方に罰則が有り）。また、地域内に営業所を置く特定接客業者は、所定の標章を掲示することで暴力団員の立入りを禁止することができる。

## 学区
市立小・中学校に通う場合、学区は以下の通りとなる。
| 町         | 街区    | 小学校                   | 中学校               |
| ---------- | ------- | ------------------------ | -------------------- |
| 熊手一丁目 | 全域    | 北九州市立黒崎中央小学校 | 北九州市立黒崎中学校 |
| 熊手二丁目 | 全域    | 北九州市立黒崎中央小学校 | 北九州市立黒崎中学校 |
| 熊手三丁目 | 1 - 3番 | 北九州市立黒崎中央小学校 | 北九州市立黒崎中学校 |
| 熊手三丁目 | 4番     | 北九州市立筒井小学校     | 北九州市立熊西小学校 |

## 交通

### バス
域内のバス停と系統は以下のとおりである。
| 運行事業者 | 運行事業者 | 西鉄バス北九州 | 西鉄バス北九州 | 西鉄バス北九州 | 西鉄バス北九州 | 西鉄バス北九州 | 西鉄バス北九州 | 西鉄バス北九州 | 西鉄バス北九州 | 西鉄バス北九州 | 西鉄バス北九州 | 西鉄バス北九州 | 西鉄バス北九州 | 西鉄バス北九州 | 西鉄バス北九州 | 北九州市交通局 | 北九州市交通局 |
| 系統       | 系統       | 無番           | 40             | 41             | 42             | 50             | 53             | 57             | 73             | 75             | 80             | 82             | 90             | 91             | 197            | 51             | 57             |
| 停留所     | 熊手四ツ角 | ○              | ○              | ○              | ○              | ○              | ○              | ○              | ○              | ○              | ○              | ○              | ○              | ○              | ○              | ○              | ○              |
| 停留所     | 熊手通り   |                | ○              | ○              | ○              |                |                |                | ○              |                |                |                | ○              | ○              | ○              |                |                |

## 施設

### 金融機関
- 八幡熊手郵便局